# (30654) 2234 T-1
2234 تي-1 (ويعرف أيضًا باسم (30654) 2234 تي-1 وفق تسمية الكوكب الصغير) (بالإنجليزية: 2234 T-1)‏ هو كويكب ضمن حزام الكويكبات؛ وترتيبه 30654 من حيث الاكتشاف.
اكتُشف هذا الجُرم الفلكي بواسطة إنغريد فان هوتين-جرونفيلد في 25 مارس 1971.

## وصلات خارجية
- (30654) 2234 T-1 في قاعدة بيانات مختبر الدفع النفاث لأجرام النظام الشمسي الصغيرة

- الاكتشاف · مخطط المدار ·  العناصر المدارية · المعلمات المادية

- (30654) 2234 T-1 على موقع ويكي سكاي: DSS2, SDSS, GALEX, IRAS, Hydrogen α, X-Ray, Astrophoto, Sky Map, Articles and images